# Catch the WAVE
CATCH THE WAVE（キャッチ・ザ・ウェーブ）は、プロレスリングWAVEが主催する女子プロレスのシングルマッチによるリーグ戦。大会をプロデュースするZABUNの会長であるGAMIは「女子プロ界最大のシングルの祭典」と自ら豪語している。

## 概要
2009年に第1回大会が開催され、以来毎年春から夏にかけて開催されている。優勝者には「波女」の称号が与えられている。大会形式としては、出場選手をカテゴリーに応じたブロックごとに分けたリーグ公式戦とその上位者による波女優勝者決定トーナメントで構成。リーグ公式戦は勝ち点制（一部年度を除き勝ち2・引き分け1・負け0）。場外カウントは10に短縮。2011年まではブロックごとで異なるルールを採用していたが、2012年からは15分1本勝負に統一。同点の場合はブロック優勝者決定戦で順位を決定される。2010年から2012年までは敗者復活戦も行っていた。2015年は1ブロックリーグ戦に変更。優勝決定戦は当初新木場1stRINGだったが、2011年は新宿FACE、2012年からは後楽園ホールとなっている。
WAVEを始めとするZABUNグループやレギュラー参戦選手に加え、プロデューサー推薦の他団体所属も参加して開かれている。波女にはトロフィー、賞状、金メダル、賞金100万円（2010年以降）が贈呈され、加えてRegina di WAVE王者でない場合はその挑戦権（2013年以降）も与えられる。なお、Reginaが優勝した場合は出場選手の中から挑戦者を選ぶことができる。2011年以降は優勝以外の各賞も表彰されており、準優勝、3位にもメダルが授与される。ZABUNグループ所属外の波女は過去にいずれも当時フリーであった華名、栗原あゆみ、志田光の3人誕生しているが、他団体所属は彩羽匠（Marvelous）が2019年に初めて手にした。また、桜花由美が優勝2回記録しており、連覇は山下りなが達成している（2017年、2018年）。
2014年から2016年までは若手を対象とした「YOUNGブロック」を独立して行い、優勝者には「小波女」の称号が贈られていた。

## 2009年大会
参加16人
ヤングブロック（デビュー5年未満対象、15分1本勝負+延長5分）
- 春日萌花 2点
- 栗原あゆみ 4点※準優勝
- 水波綾（仙女） 4点
- ピンキー真由香（JWP） 2点

優勝者決定戦の結果、栗原がヤングブロック優勝
UKブロック（ギブアップ、KO、TKOにより決着。10分1本勝負）
- 木村響子 4点
- 華名 5点
- 渋谷シュウ 1点
- 大畠美咲（エスオベーション） 2点

ビジュアル・テクニカルブロック（「容姿」「インパクト」「実力」に長けたレスラー対象、15分1本勝負）
- 桜花由美 4点※優勝
- 植松寿絵 3点
- KAORU 3点
- アップルみゆき 2点

コミカルブロック（コミカル・ルール、15分1本勝負だが試合毎に特殊ルール）
- 闘牛・空 3点
- チェリー（ユニオン） 3点
- GAMI 3点
- 輝優優 3点

優勝者決定4WAY戦の結果、闘牛・空がコミカルブロック優勝
内容
5月27日新木場1stRING大会で開幕。参加16人を4ブロックに分け、勝ち点で各ブロック優勝を決める。各ブロック優勝者が8月11日新木場大会で行われる波女優勝者決定トーナメントに進出。準決勝は無制限1本勝負、決勝戦は30分1本勝負。
WAVE所属選手は負傷欠場中のカヨ☆フジモリを除き全員出場。
準決勝では栗原が闘牛・空、桜花が華名をそれぞれ退け、決勝戦では桜花が栗原を降し初代波女となった。

## 2010年大会
参加15人
ヤングブロック（10分1本勝負）
- 水波綾（仙女） 6点
- 大畠美咲（エスオベーション） 6点
- 紫雷イオ 6点
- 黒木千里（JWP） 0点
- 下野佐和子 4点

3WAY戦の結果、水波がヤングブロック優勝
ライバルブロック（15分1本勝負）
- 渋谷シュウ 4点
- 春日萌花 1点
- チェリー（ユニオン） 3点
- 栗原あゆみ 4点※準優勝
- 川崎亜沙美 4点

ビジュアル・テクニカルブロック（20分1本勝負）
- 桜花由美 5点
- 植松寿絵 3点
- GAMI 4点※優勝
- 華名 5点
- 紫雷美央 1点

同点決勝戦の結果、桜花がビジュアル・テクニカルブロック優勝
内容
5月30日新木場大会で開幕。参加15人を3ブロックに分け、各ブロック優勝者が8月11日新木場大会での波女優勝者決定トーナメントに進出。今大会よりオーバーザトップルールありの敗者復活負け抜け勝ち残りサバイバルWAVE（バトルロイヤル）が設けられる。今大会は各ブロック2・3位が敗者復活に進む。決勝戦も時間無制限となった。今回より優勝賞金100万円が贈呈される。
黒木vs大畠戦は黒木の所属先JWPで行われた。
黒木は2試合を消化した後に欠場となったため、残り2試合は不戦敗に。
敗者復活からはGAMIが決勝トーナメントに進出。GAMIは前回波女の桜花を退け決勝戦進出、準決勝もう1試合は栗原が水波を降し2大会連続決勝戦進出。決勝戦ではGAMIが栗原を降し2代目波女となった。ちなみに賞金100万円の使い道は「ブッチャー呼びました」。

## 2011年大会
参加14人
ヤングブロック（10分1本勝負）
- 花月（仙女） 5点
- 下野佐和子 4点
- 小松奈央（OZアカデミー） 2点
- 飯田美花 1点

テクニカルブロック（15分1本勝負）
- チェリー（ユニオン） 3点
- 水波綾（仙女） 1点
- 植松寿絵 8点
- 華名 3点
- 中川ともか（エスオベーション） 5点

リザーバー：広田さくら
ビジュアルブロック（15分1本勝負）
- 紫雷美央 3点
- 栗原あゆみ 4点
- 桜花由美 4点
- 大畠美咲 5点
- 野崎渚（ディアナ→フリー） 4点

リザーバー：春日萌花
内容
5月2日新宿FACE大会より開幕。14人を3ブロックに分けてリーグ戦を行う。各ブロック優勝者が波女優勝者決定トーナメントに進出。敗者復活は今回も採用されたが、2位以下全員が進出。7月24日の新宿大会で優勝が決まる。
ヤングブロックを除く出場選手は、4月19日新木場大会での12人参加勝ち抜け負け残りサバイバルWAVEの結果により8人に絞られその後各選手の希望でブロック分け決定し、さらにプロデューサー推薦の各ブロック1人を加えた。
前回波女であり大会プロデューサーでもあるGAMIは不参加となった。渋谷シュウも長期欠場中のため不参加。
野崎は公式戦中に所属団体を解雇されたが、本人の希望により最終戦まで完走することになった。
3大会連続決勝が懸かっていた栗原はビジュアルブロック敗退。敗者復活からは華名が決勝トーナメント進出し、準決勝でも花月を破る。翌年4月で引退するため最後の大会となった植松はリーグ戦全勝で準決勝まで進むも大畠に敗れ3位。決勝戦では華名が大畠を下し3代目波女になった。WAVE所属外では初であり、2年連続で敗者復活からの優勝となった。
今大会より優勝以外の表彰も設けられた。
各賞
- 優勝：華名
- 準優勝：大畠美咲
- 3位：植松寿絵
- 敢闘賞：飯田美花
- 殊勲賞：紫雷美央
- 技能賞：中川ともか
- ベストバウト：桜花由美 vs 栗原あゆみ（5月29日新木場1stRING）
- ベストパフォーマンス賞：小松奈央応援団

## 2012年大会
参加15人
ダリアブロック（ブラックダリア）
- 桜花由美 5点
- 大畠美咲 4点
- チェリー（ユニオン） 4点
- 中森華子（JWP） 2点
- 藤本つかさ（アイスリボン） 5点

ブロック優勝決定戦の結果、桜花がダリアブロック優勝
テイルズブロック（ホワイトテイルズ）
- 渋谷シュウ 4点
- 紫雷美央 4点
- 栗原あゆみ 5点
- 華名（WNC） 3点
- 朱里（WNC） 4点

パワーブロック（肉団子3兄弟）
- 水波綾 6点
- 下野佐和子 5点
- 勇気彩 0点
- 星ハム子（アイスリボン） 4点
- 浜田文子 5点

内容
4月30日後楽園ホール大会より開催。今回はユニット別の組分けとなり、プロデューサー推薦選手を加えた15人で争う。ただし、浜田はブラックダリア所属であるが、数合わせのためパワーブロックとなった。また、公式戦は15分1本勝負に統一される。敗者復活は7月1日の新木場大会でのリーグ最終戦で行われ、7月16日後楽園大会で決勝トーナメントとなる。
前回波女の華名は敗者復活で敗退。
敗者復活からは大畠が決勝トーナメント進出。準決勝は栗原が桜花、水波が大畠をそれぞれ降す。決勝戦は2大会ぶり3度目となる栗原が、WAVE所属として初の大会となった水波を退け悲願の初優勝、第4代波女に輝いた。これに伴いWAVE所属外が2年連続波女に。なお、栗原は桜花に勝利して歴代波女3人から勝利を奪ったことになる。
各賞
- 優勝：栗原あゆみ
- 準優勝：水波綾
- 3位：桜花由美&大畠美咲
- 技能賞：藤本つかさ
- 敢闘賞：星ハム子
- 殊勲賞：下野佐和子
- ベストバウト賞：栗原あゆみ vs 朱里（6月24日大阪）
- ベストパフォーマンス賞：星ハム子

## 2013年大会
参加14人
グラマラスブロック
- 浜田文子（2年連続2回目） 5点
- GAMI（3年ぶり3回目） 4点
- 大畠美咲（5年連続5回目） 6点 ※優勝
- 中川ともか（エスオベーション・2年ぶり2回目） 7点
- 花月（仙女・2年ぶり2回目） 6点
- 水波綾（5年連続5回目） 6点
- 山縣優（初出場） 8点

3WAY戦の結果、大畠が決勝トーナメント進出。
スレンダーブロック
- 紫雷美央（4年連続4回目） 6点
- 渋谷シュウ（2年連続4回目） 6点
- 朱里（WNC・2年連続2回目） 8点
- 志田光（アイスリボン・初出場） 6点
- 中島安里紗（JWP・初出場） 7点 ※準優勝
- チェリー（ユニオン・5年連続5回目） 6点
- 春日萌花（3年ぶり3回目） 3点

4WAY戦の結果、渋谷が決勝トーナメント進出。
内容
5月6日後楽園大会で開幕戦、決勝戦も後楽園で7月15日に行う。14名を2ブロックに分けてリーグ戦を展開し、各上位3名が決勝トーナメント進出。敗者復活は行わない。
この年に創設されたRegina di WAVEの桜花由美は参加せず、波女と防衛戦を行うを表明している。前回波女の栗原あゆみも8月に引退するため、前々回波女の華名も「WAVEの未来のため」を理由にともに不参加。一方、年内で引退するGAMIが3年ぶり、そして最後の出場で歴代波女唯一の出場となった。また、春日もおなじく3年ぶり出場。
渋谷vs朱里戦は朱里のスケジュールの都合から大女の興行で行われた。
両ブロックとも3位争いが決定戦まで縺れる混戦となった。スレンダーブロックの3位決定戦は渋谷以外ベルト保持者（美央＝WAVEタッグ、志田＝リボンタッグ&OZタッグ、チェリー＝FTE）だったが、押しのけて渋谷が決勝トーナメント進出。
決勝トーナメントは各ブロック1位の山縣と朱里がシードされ、1回戦は抽選の結果、大畠 vs 中川（勝者が山縣と対戦）、渋谷 vs 中島（勝者が朱里と対戦）となった。準々決勝・準決勝で敗退した4名でアウトオブザリング有りの勝ち残り4WAY方式による3位決定戦も行い、これを制した渋谷が3位。決勝戦は大畠 vs 中島の1回戦から勝ち上がった者同士の組み合わせになり、これに勝利した大畠が5代目波女に輝き、8月25日新木場で桜花の持つRegina挑戦が決まった。中島は準優勝という結果に納得がいかず、表彰式では銀メダルを置いて立ち去り、それをGAMIが拾って渋谷に銅メダルと交換する形で手渡す一幕があった。
各賞
- 優勝：大畠美咲
- 準優勝：中島安里紗
- 3位：渋谷シュウ
- 技能賞：山縣優
- 敢闘賞：花月
- 殊勲賞：紫雷美央
- ベストバウト賞：水波綾 vs 浜田文子（5月26日大阪）
- ベストパフォーマンス賞：渋谷シュウ

## 2014年大会
概要
5月5日後楽園大会で開幕戦、7月13日新宿FACE大会までリーグ戦を行い、7月27日後楽園大会で決勝。
通常枠2ブロックとは別にキャリア2年未満のYOUNGブロックを独立したリーグ戦として開催。

### 通常枠
参加14人
ADEYAKAブロック（全員30代）
- 渋谷シュウ（3年連続5回目） 5点
- 桜花由美（2年ぶり5回目） 8点
- 山縣優（2年連続2回目） 2点
- 中川ともか（エスオベーション・2年連続3回目） 7点 ※3位
- 藤本つかさ（アイスリボン・2年ぶり2回目） 7点
- 木村響子（4年ぶり2回目） 7点
- 旧姓・広田さくら（初出場） 6点

優勝者決定3WAY戦の結果、藤本が2位、中川が3位通過。
TSUYAYAKAブロック（全員20代）
- 春日萌花（2年連続4回目） 3点
- 飯田美花（3年ぶり2回目） 6点
- 下野佐和子（2年ぶり4回目） 1点
- 大畠美咲（6年連続6回目） 8点 ※準優勝
- 紫雷美央（5年連続5回目） 5点
- 志田光（2年連続2回目） 10点 ※優勝
- 松本浩代（エスオベーション・初出場） 9点

内容
前年同様、7選手×2ブロックでリーグ戦を行い、各上位3名が決勝トーナメントに進出。
前回不出場だったReginaの桜花は出場。また、前年8月に所属となった飯田が3年ぶり出場。第1回より6回連続出場の皆勤は大畠のみとなった。逆に第1回から出場していた水波綾は負傷、チェリーは「開催期間中に40歳の誕生日（5月14日）を迎えてしまう（GAMI・談）」というそれぞれの理由でエントリーから除外。
前回同様、優勝者にはRegina挑戦権が与えられるが、桜花が優勝した場合は出場者の中から挑戦者を選ぶことができる。
広田のコミカル封印や藤本のセコンドにアイスリボン選手・スタッフ総動員も注目されたADEYAKAブロックは同率2位に3人が並んだため7月13日新宿大会にて3WAYで決定。
決勝戦は史上初の連覇を狙う大畠と初の決勝を果たした志田の組み合わせとなり、これを制した志田が大会史上初となる開幕戦から無敗で6代目波女に輝いた。大会期間中に年内での国内引退を発表したため最後の出場になった中川は3位に入った。
各賞
- 優勝：志田光
- 準優勝：大畠美咲
- 3位：中川ともか
- 技能賞・敢闘賞：旧姓・広田さくら
- 殊勲賞：飯田美花
- ベストバウト賞：木村響子 vs 旧姓・広田さくら（5月13日新木場）
- ベストパフォーマンス賞：アイスリボン

### YOUNGブロック
参加6人
- 夏すみれ 6点 ※準優勝
- 山下りな 5点
- フェアリー日本橋 6点
- あきば栞（アイスリボン） 1点 ※棄権
- 世羅りさ（アイスリボン） 6点
- 小林香萌（WNC-REINA） 6点 ※優勝

内容
2013年にZABUNグループで新人デビューが相次いだのを受け、デビュー時期が近い他団体選手にも呼びかけて開催することが決まった。6選手による総当たり戦、10分1本勝負で行われ、優勝者には賞金50万円と「小波女」の称号が贈呈される。
あきばは体調不良に伴う欠場のため棄権となり、残る2戦は不戦敗として扱われた。
リーグ戦終了の結果、あきば、山下を除いた4人が勝ち点で並んだため、7月13日新宿大会でと27日後楽園大会で優勝決定戦を行うことが決まった。決勝は夏と小林の顔合わせとなり、これを制した小林が初代小波女に輝いた。

## 2015年大会
概要
前回同様YOUNGブロックを独立したリーグ戦として開催。

### 通常枠
参加10人
- 桜花由美（3年連続6回目） 5勝3敗1分
- 華名（3年ぶり5回目） 5勝1敗3分
- 大畠美咲（7年連続7回目） 4勝5敗
- 志田光（3年連続3回目） 5勝2敗2分
- 小林香萌（初出場） 3勝6敗
- 山下りな（初出場） 2勝6敗1分
- 水波綾（2年ぶり6回目） 4勝4敗1分
- チェリー（ユニオン・2年ぶり6回目） 4勝4敗1分
- 飯田美花（2年連続3回目） 5勝3敗1分
- 旧姓・広田さくら（2年連続2回目） 3勝6敗

内容
5月3日後楽園大会で開幕戦、7月20日後楽園大会で最終戦。
歴代の波女4人と初代小波女の小林を合わせて5人シードし、プロデューサー推薦枠として山下エントリー、残りの4人は4月4日新木場大会での勝ち抜きバトルロイヤルで決めた。3年ぶり参戦の華名は9月にWWE入団を果たしたため、これが最後の出場。エントリーは歴代最少の10人。
前回までとは大きく変わりブロック分けを廃止し、10人総当りで引き分け・負け0の勝ち点、すなわち勝ち数のみで順位を決める。
上位は4人が5勝で並んだためその4人で決勝トーナメントを行い、組み合わせは抽選で決まった。決勝戦は第1回以来6年ぶり進出の桜花と初進出の飯田の組み合わせとなり、これを制した桜花が大会史上初となる2度目の波女を獲得。飯田は準優勝に終わるも技能賞・殊勲賞とのトリプル受賞を果たし、希望をひとつだけ叶えてもらえることになったため、新人時代に付き人を務め、決勝当日に限定復帰した宮崎有妃とのシングルを希望し承諾された。また、ベストパフォーマンス賞のWWFFには8月31日新木場大会の自主興行権が与えられた。
今回より「公式戦で最も酷かった試合」を「ラズベリー賞」として制定し、対象選手に対して罰金（8月中のギャラ30％カット）が課される。
各賞
- 優勝：桜花由美
- 準優勝・技能賞・殊勲賞：飯田美花
- 敢闘賞：水波綾
- ベストバウト賞：桜花由美 vs 水波綾（6月10日新木場）
- ベストパフォーマンス賞：WWFFの皆様
- ラズベリー賞：小林香萌 vs 旧姓・広田さくら

### YOUNGブロック
参加6人
- 長浜浩江 ※2回戦敗退
- 小波（オフィス華名&REINA） ※2回戦敗退
- 藤ヶ崎矢子（JWP） ※1回戦敗退
- 優華（アイスリボン） ※準優勝
- 雪妃真矢（アイスリボン） ※1回戦敗退
- 田中盟子（ディアナ） ※優勝

内容
2014年9月より定期開催中の若手向けブランド「YOUNG OH! OH!」内にて開催。その初戦は5月29日レッスル武闘館、2回戦は6月26日の同所。7月20日のWAVE後楽園大会で決勝予定だった。
今大会はノックアウトトーナメント方式を採用。試合は10分１本勝負。両者リングアウト、時間切れは5分2カウントルールの延長戦、延長戦も引き分けの場合は、時間無制限1カウントルールの再延長戦。小波と優華はシード。
小波女には山下りなが持つJWP認定ジュニア王座&POP王座への挑戦権も与えられる予定だった。
決勝戦は田中と優華が進出したが、優華が負傷により欠場に入ったため一度田中が不戦勝で小波女に認定され、決勝戦が予定された後楽園大会でタイトルマッチが組まれることになっていた。しかし、田中も負傷したためこれも取り消し、決勝戦の延期が発表された。9月11日の「YOUNG OH! OH!」にて両者が既に復帰のめどが立ったを確認し、10月30日の後楽園大会で改めて決勝戦を組むことが発表された。

## 2016年大会
概要
YOUNGブロックを本戦開幕前に実施し、小波女に当本戦出場権が与えられる。

### YOUNGブロック
参加8人
Aブロック
- 夏すみれ 2点
- 長浜浩江 6点 ※準優勝
- 藤田あかね（アイスリボン） 2点
- 真利杏（スポルティーバ） 2点

Bブロック
- 小波（REINA）3点
- 藤ヶ崎矢子（JWP） 2点
- 優華（アイスリボン） 5点 ※優勝
- 長崎まる子（アイスリボン） 1点

内容
前年と同じ2年未満では出場者が不足するため出場資格を3年未満に拡大される。2月6日の新宿FACE大会で開幕、3月13日同所で決勝戦を。8人参加で4人ずつ2ブロックに分けて争われる。引き分けの場合はキャリアの浅い方に勝ち点1が入る。
決勝戦は長浜と優華の組み合わせとなり、これを制した優華が第3代小波女になるとともに本戦出場権を獲得。敗れた長浜もリーグ全勝が評価され出場権が得られた。

### 通常枠
参加32人
イタリアンレッドブロック
- 桜花由美（4年連続7回目） 2点
- 尾崎魔弓（OZアカデミー・初出場） 0点
- 長浜浩江（初出場） 0点
- Sareee（ディアナ・初出場） 4点 ※ブロック優勝

ポンパドールピンクブロック
- 春日萌花（2年ぶり5回目） 0点
- 藤本つかさ（アイスリボン・2年ぶり3回目） 6点 ※ブロック優勝
- チェリー（DDT・2年連続7回目） 2点
- ラビット美兎（JWP・初出場） 3点

マンダリンオレンジブロック
- 宮崎有妃（初出場） 2点
- 朱崇花（初出場） 2点
- ハイビスカスみぃ（琉球ドラゴンプロレスリング・7年ぶり2回目） 2点
- DASH・チサコ（仙女・初出場） 5点 ※ブロック優勝

クロムイエローブロック
- 水波綾（2年連続7回目） 4点 ※ブロック優勝
- 永島千佳世（初出場） 4点
- 希月あおい（初出場） 2点
- 田中盟子（ディアナ・初出場） 1点

アフリカンバイオレットブロック
- 小林香萌（2年連続2回目） 2点
- 山下りな（2年連続2回目） 4点 ※ブロック優勝
- 米山香織（初出場） 2点
- 志田光（4年連続4回目） 3点

レガッタブルーブロック
- 飯田美花（3年連続4回目） 4点 ※ブロック優勝
- Leon（JWP・初出場） 0点 ※棄権
- つくし（アイスリボン・初出場） 4点
- メラニー・クルーズ（初出場） 4点

オリオンブルーブロック
- 大畠美咲（8年連続8回目） 3点
- 中森華子（JWP・4年ぶり2回目） 4点 ※ブロック優勝
- 真琴（REINA・初出場） 2点
- 優華（アイスリボン・初出場） 1点

シルバーグレーブロック
- 浜田文子（3年ぶり3回目） 4点
- 下野佐和子（2年ぶり5回目） 0点
- 花月（3年ぶり3回目） 2点
- 世志琥（SEAdLINNNG・初出場） 5点 ※ブロック優勝

|  | 1回戦        | 1回戦        | 1回戦      |            |          | 準決勝   | 準決勝 | 準決勝 |  |  | 決勝 | 決勝 | 決勝 |  |
|  |              |              |            |            |          |          |        |        |  |  |      |      |      |  |
|  | DASH・チサコ | DASH・チサコ | Pin        |            |          |          |        |        |  |  |      |      |      |  |
|  | DASH・チサコ | DASH・チサコ | Pin        |            |          |          |        |        |  |  |      |      |      |  |
|  | 水波綾       | 水波綾       | 16:12      |            |          |          |        |        |  |  |      |      |      |  |
|  | 水波綾       | 水波綾       | 16:12      |            | 水波綾   | 水波綾   | 13:44  |        |  |  |      |      |      |  |
|  |              |              |            |            | 水波綾   | 水波綾   | 13:44  |        |  |  |      |      |      |  |
|  |              |              | 世志琥     | 世志琥     | Pin      |          |        |        |  |  |      |      |      |  |
|  | 中森華子     | 中森華子     | 世志琥     | 世志琥     | Pin      | Pin      |        |        |  |  |      |      |      |  |
|  | 中森華子     | 中森華子     |            |            |          |          |        |        |  |  |      |      |      |  |
|  | 世志琥       | 世志琥       | 12:12      |            |          |          |        |        |  |  |      |      |      |  |
|  | 世志琥       | 世志琥       | 12:12      |            | 水波綾   | 水波綾   | 16:03  |        |  |  |      |      |      |  |
|  |              |              |            |            |          |          |        |        |  |  |      |      |      |  |
|  |              |              | 藤本つかさ | 藤本つかさ | Pin      |          |        |        |  |  |      |      |      |  |
|  | 飯田美花     | 飯田美花     | 藤本つかさ | 藤本つかさ | Pin      | Pin      |        |        |  |  |      |      |      |  |
|  | 飯田美花     | 飯田美花     |            |            |          |          |        |        |  |  |      |      |      |  |
|  | 山下りな     | 山下りな     | 17:55      |            |          |          |        |        |  |  |      |      |      |  |
|  | 山下りな     | 山下りな     | 17:55      |            | 山下りな | 山下りな | Pin    |        |  |  |      |      |      |  |
|  |              |              |            |            | 山下りな | 山下りな | Pin    |        |  |  |      |      |      |  |
|  |              |              | 藤本つかさ | 藤本つかさ | 11:00    |          |        |        |  |  |      |      |      |  |
|  | Sareee       | Sareee       | 藤本つかさ | 藤本つかさ | 11:00    | Pin      |        |        |  |  |      |      |      |  |
|  | Sareee       | Sareee       |            |            |          |          |        |        |  |  |      |      |      |  |
|  | 藤本つかさ   | 藤本つかさ   | 8:44       |            |          |          |        |        |  |  |      |      |      |  |

各賞
- 優勝　水波綾
- 準優勝　藤本つかさ
- 敢闘賞 ラビット美兎
- 殊勲賞 長浜浩江
- 技能賞 飯田美花
- ベストバウト賞 飯田美花vsつくし
- ベストパフォーマンス賞 石黒淳士レフェリーと尾崎魔弓の抗争

内容
4月10日後楽園大会で開幕し、6月2日新宿で1回戦、6月5日後楽園で優勝決定戦。今大会は歴代最多となる32人がエントリーし、8ブロックに分けられる。勝ち点は勝ち2、負け0、引き分けは1日でもキャリアが若い方に1とする。無効試合は両者0点。各ブロック1位が決勝トーナメントに進出するが、勝ち点で並んだ場合はブロック決勝を行う。
Leonは1試合終えて負傷のため棄権。残り2試合を不戦敗とされたため飯田、つくし、クルーズが同率首位となり、代表決定3WAYマッチを行い勝利した飯田がブロック優勝となった。

## 2017年大会
参加8人
ZABUNブロック
- 春日萌花（2年連続6回目） 5点
- 大畠美咲（9年連続9回目） 9点 ※準優勝
- 長浜浩江（2年連続2回目） 7点
- 山下りな（3年連続3回目） 8点 ※優勝

OTHER THANブロック
- 宮城もち（アイスリボン・初出場） 6点
- 沙紀（初出場） 5点
- 門倉凛（Marvelous・初出場） 7点
- Sareee（SEAdLINNNG・2年連続2回目） 9点

内容
4月19日新宿大会で開幕し、6月4日後楽園で決勝戦。開幕戦が新宿になるのは6年ぶり。今大会は2ブロックに分かれるが、8人総当たり方式で行われ各ブロック上位2人が決勝トーナメントに進出する。
今大会は当初発表では波女及びRegina経験者に対しては出場資格を与えないとしていたが第5代波女の大畠がこの方針に反発、引き下がらなかった大畠は最終的に出場権を勝ち取った。
各賞
- 優勝　山下りな
- 準優勝　大畠美咲
- 3位　Sareee、門倉凛
- 敢闘賞　門倉凛
- 殊勲賞　長浜浩江
- 技能賞　宮城もち
- ベストバウト賞　大畠美咲vs長浜浩江

## 2018年大会
参加12人
Crazyブロック
- 桜花由美（2年ぶり8回目）
- 水波綾（2年ぶり8回目）
- 山下りな（4年連続4回目）※優勝
- 朱崇花（2年ぶり2回目）
- 野崎渚（7年ぶり2回目）
- 高瀬みゆき（Actwres girl'Z・初出場）

Violenceブロック
- 大畠美咲（10年連続10回目）
- 浜田文子（2年ぶり4回目）※準優勝
- 長浜浩江（3年連続3回目）
- 志田光（魔界・2年ぶり5回目）
- 中島安里紗（SEAdLINNNG・5年ぶり2回目）
- 桃野美桜（Marvelous・初出場）

内容
3月11日後楽園大会で開幕し、5月4日後楽園で決勝戦。今大会は2ブロックに分かれ、両ブロック1位同士で優勝決定戦を行う。
山下が史上初の波女連覇を果たした。
中島vs桃野戦は当初3月23日に予定されていたが、中島の負傷欠場のため、4月18日の中島プロデュース興行第1試合で組まれた。
第1回から10年連続で出場してきた大畠は同年限りで引退したため、これが最後の大会となった。
各賞
- 優勝　山下りな
- 準優勝　浜田文子
- 3位　野崎渚、大畠美咲、中島安里紗
- 敢闘賞　高瀬みゆき
- 殊勲賞　長浜浩江
- 技能賞　朱崇花
- ベストバウト賞　大畠美咲vs志田光
- ベストパフォーマンス賞　宮崎有妃＆旧姓・広田さくら
- 特別賞　大畠美咲

## 2019年大会
VISUALブロック
- 桜花由美（2年連続9回目）
- 野崎渚（2年連続3回目）
- 志田光（MAKAI、AEW・2年連続6回目）
- 有田ひめか（Actwres girl'Z・初出場）

POWERブロック
- 宮崎有妃（3年ぶり2回目）
- 水波綾（2年連続9回目）
- 高瀬みゆき（Actwres girl'Z・2年連続2回目）
- 優宇（プロレスリングEVE・初出場）

TECHNICALブロック
- 旧姓・広田さくら（4年ぶり3回目）
- 彩羽匠（Marvelous・初出場）※優勝
- 岩田美香（センダイガールズ・初出場）
- 門倉凛（Marvelous・2年ぶり2回目）

YOUNGブロック
- Maria（Marvelous・初出場）
- 星いぶき（アイスリボン・初出場）
- 梅咲遥（ディアナ・初出場）
- HIRO'e（4年連続4回目）※優勝

内容
5月5日後楽園大会で開幕し、7月15日新宿大会で決勝戦。 桜花由美による新体制となった団体初のリーグ戦。
Regina di WAVE王座復活が発表され、優勝者に同王座が贈られる事となった。
野崎、水波、彩羽の3ブロック1位による優勝決定三つ巴戦が行われ、勝利した彩羽が初出場・初優勝を達成および第14代Regina di WAVE王者に輝いた。WAVE所属外の選手としては8年ぶりの優勝者となった。
YOUNGブロックは独立リーグ戦となる。
各賞
- 優勝　彩羽匠
- 準優勝　野崎渚、水波綾
- 敢闘賞　星いぶき、梅咲遥、Maria
- 殊勲賞　優宇
- 技能賞　宮崎有妃
- ベストバウト賞　野崎渚vs有田ひめか
- 功労賞（特別賞）　志田光

## 2021年大会
ジェラシー・ブロック
- 桜花由美（3大会連続10回目） 3点
- 渡辺智子（Marvelous・初出場） 3点
- 米山香織（フリー・5大会ぶり2回目） 4点※ブロック優勝
- YAKO（フリー・6大会ぶり2回目） 2点

コンプライアンス・ブロック
- 宮崎有妃（2大会連続3回目） 3点
- ハイビスカスみぃ（琉球ドラゴンプロレスリング・5大会ぶり2回目） 2点
- 梅咲遥（ディアナ・2大会連続2回目） 2点
- 門倉凛（Marvelous・2大会連続3回目） 5点※ブロック優勝

ガトリング・ブロック
- 野崎渚（3大会連続4回目） 5点※ブロック優勝
- SAKI（Actwres girl'Z・4大会ぶり2回目） 2点
- 青木いつ希（ショーンキャプチャー・初出場） 1点
- 優宇（プロレスリングEVE・2大会連続2回目） 2点

ポテンシャル・ブロック
- 旧姓・広田レジーナさくら（2大会連続4回目） 2点
- 桃野美桜（Marvelous・3大会ぶり2回目） 2点
- 高瀬みゆき（Actwres girl'Z・2大会連続3回目） 2点※ブロック優勝
- 稲葉ともか（プロフェッショナルレスリングJUST TAP OUT・初出場） 2点

YOUNGブロック
- 三浦亜美（Actwres girl'Z・初出場）
- 柳川澄樺（プロフェッショナルレスリングJUST TAP OUT・初出場）
- 稲葉ともか（プロフェッショナルレスリングJUST TAP OUT・初出場）※ブロック優勝
- 大空ちえ（PURE-J・初出場）※準優勝
- 向後桃（Actwres girl'Z・初出場）
- 月山和香（Actwres girl'Z・初出場）
- 塚田しずく（初出場）

|  | 準決勝     | 準決勝     | 準決勝 |        |            | 決勝       | 決勝 | 決勝 |  |
|  |            |            |        |        |            |            |      |      |  |
|  | 野崎渚     | 野崎渚     | 14:58  |        |            |            |      |      |  |
|  | 野崎渚     | 野崎渚     | 14:58  |        |            |            |      |      |  |
|  | 高瀬みゆき | 高瀬みゆき | Pin    |        |            |            |      |      |  |
|  | 高瀬みゆき | 高瀬みゆき | Pin    |        | 高瀬みゆき | 高瀬みゆき | Pin  |      |  |
|  |            |            |        |        | 高瀬みゆき | 高瀬みゆき | Pin  |      |  |
|  |            |            | 門倉凛 | 門倉凛 | 13:26      |            |      |      |  |
|  | 米山香織   | 米山香織   | 門倉凛 | 門倉凛 | 13:26      | 2:45       |      |      |  |
|  | 米山香織   | 米山香織   |        |        |            |            |      |      |  |
|  | 門倉凛     | 門倉凛     | Pin    |        |            |            |      |      |  |

内容
6月1日新宿FACE大会で開幕。2020年度は新型コロナの影響により中止となった為、2年ぶりの開催となった。今大会は4ブロックに分かれ、各ブロック1位が決勝トーナメントで優勝決定戦を行う。
YOUNGブロックで優勝した稲葉ともかが本選出場となった。
ポテンシャル・ブロックは稲葉ともかの負傷欠場のため広田、桃野、高瀬が同率首位となり、6月29日にて代表決定三つ巴戦を行い勝利した高瀬がブロック優勝となった。
大会としては初のWAVE所属外の選手同士の決勝戦となり、高瀬が優勝したことによりWAVE所属外の選手が2大会連続波女となった。
各賞
- 優勝　高瀬みゆき
- 準優勝　門倉凛
- 3位　野崎渚、米山香織
- 敢闘賞　桃野美桜
- 殊勲賞　桃野美桜
- 技能賞　ハイビスカスみぃ
- ベストバウト賞　渡辺智子vsYAKO

## 2022年大会
蹴撃ブロック
- 野崎渚
- 中森華子（PURE-J）
- 清水ひかり（Girl's Prowrestling Unit! Color's）
- 沙恵（柳ケ瀬プロレス Ladius）※プロデューサー推薦枠

剛腕ブロック
- 優宇（プロレスリングEVE）
- 高瀬みゆき（フリー）
- 青木いつ希（ショーンキャプチャー）
- 笹村あやめ（2AW）※プロデューサー推薦枠

ハードコアブロック
ハードコアルールを採用する。
- 宮崎有妃
- 桜花由美
- 世羅りさ（プロミネンス）
- SAKI（Girl's Prowrestling Unit! Color's）

コミカルブロック
13分目でスローモーションルールが1分間発動される。
- 旧姓・広田さくら
- 米山香織（フリー）
- ハイビスカスみぃ（琉球ドラゴンプロレスリング）
- 松本都（崖のふち女子プロレス）※プロデューサー推薦枠

Futureブロック
- 狐伯
- 鈴季すず（プロミネンス）
- 川畑梨瑚（T-Hearts）
- 梅咲遥（ディアナ）
- 大空ちえ（PURE-J）

内容
5月5日後楽園ホール大会で開幕。21選手を4名ずつ5ブロック（Futureブロックのみ5名）に分け、6月22日新宿FACE大会までに全ブロックの優勝者を決定する。
7月1日新宿FACE、2日大阪・アゼリア大正ホール、3日名古屋・中スポーツセンターの3大会で決勝リーグを実施。決勝リーグには各ブロック優勝者と敗者復活戦から3名が進出する。
7月17日後楽園ホール大会で決勝戦を実施し、波女を決定する。
Regina王者であった野崎が決勝進出を決めた際、野崎の意向により決勝戦にてReginaのベルトが賭けられることになる。
決勝カードは野崎VS鈴季の予定であったが、野崎が前日の試合で負傷したため、リザーバーの高瀬が2大会連続で決勝進出を決める。2大会連続WAVE所属外の選手同士の決勝戦で、さらに野崎がRegina王座を返上したことで王座も賭けられる事になり、ジャーマンで高瀬を破り優勝した鈴季は3大会連続となるWAVE所属外選手による波女となり、さらに最年少のRegina王者となった。

## 2023年大会
Aブロック
- 狐伯
- 網倉理奈（COLOR'S）
- 愛海（センダイガールズ）
- 朱崇花（フリー）
- 柊くるみ（プロミネンス）

Bブロック
- SAKI（COLOR'S）
- 世羅りさ（プロミネンス）
- 高瀬みゆき（YOLO）
- 関口翔（フリー）
- 川畑梨瑚（T-HEARTS）

Cブロック
- 青木いつ希（ショーンキャプチャー）
- 清水ひかり（COLOR'S)
- 梅咲遥（ディアナ）
- 櫻井裕子（COLOR'S）
- 笹村あやめ（2AW）

ヤングブロック
ブロック優勝者にはプリンセス・オブ・プロレスリング王座への挑戦権が与えられる。
- 田中きずな
- 炎華
- 大空ちえ（PURE-J女子プロレス)
- 鈴木ユラ（AlmaLibre）
- Himiko（ワールド女子プロレス・ディアナ）

エリザベスブロック
ブロック優勝者にはW.W.W.D世界エリザベス王座挑戦権が与えられる。
- 宮崎有妃
- 旧姓・広田さくら
- 遠藤美月（フリー）
- 米山香織（YMZ）
- チェリー（フリー）

内容
5月4日後楽園ホール大会で開幕。25選手を5名ずつ5ブロックに分け、7月17日後楽園大会に優勝者を決定する。決勝トーナメントは、ブロック1位5名と敗者復活戦に勝ち残った3人による8人トーナメント。7月3日新宿FACE大会で敗者復活戦及び一回戦、7月17日後楽園で準決勝と決勝を行う。優勝者にはRegina di WAVE王座挑戦権が与えられる。
ブロック優勝の朱崇花、SAKI、梅咲遥、大空ちえ、宮崎有妃に加え、時間差バトルロイヤル方式での敗者復活戦を制した狐伯、田中きずな、青木いつ希が決勝トーナメントに進出。
決勝戦はSAKIvs朱崇花で3大会連続WAVE所属外の選手同士の決勝戦となり、朱崇花が優勝。4大会連続でWAVE所属外の選手が優勝した。表彰式後、レジーナ王者の志田光が登場し、優勝した朱崇花をトロフィーで殴打したところ、歴代優勝者に贈られ続けていたトロフィーが破壊された。
各賞
- 優勝 朱崇花
- 準優勝 SAKI
- 3位 青木いつ希、宮崎有妃
- 敢闘賞 櫻井裕子
- 殊勲賞 青木いつ希
- 技能賞 宮崎有妃（5月4日後楽園大会でのボ・ラギノールスープレックス）
- ベストバウト賞:青木いつ希vs笹村あやめ（6月1日新宿大会）
- 二上会長が個人的に気に入ったベストパフォーマンス賞:キャリーシリーズ 世羅りさ
- 二上会長が個人的に気に入ったフォトジェニック賞 青木いつ希（6月11日ふじさんメッセ大会）

## 2024年大会
5月5日後楽園ホール大会で開幕。7月14日に同地で決勝戦を行い、優勝者を決定した。なお、一部ブロックは複数選手が同点で並んだため、7月3日新宿FACE大会で1位決定戦を行った。全29選手参加。16人4ブロックの波女ブロック、8人2ブロックのYOUNGブロック、5人参加のエリザベスブロックに分かれ開催。3リーグが並行して行われる形となる。

### 波女ブロック
Aブロック
- 世羅りさ（プロミネンス）4点
- 上谷沙弥（スターダム） 4点※ブロック1位
- 櫻井裕子（COLOR’S）2点
- ななみ（ディアナ）2点

Bブロック
- SAKI（COLOR’S）3点
- 尾崎妹加（フリー、プロデューサー推薦枠）3点
- 花園桃花（フリー、プロデューサー推薦枠）2点
- 梅咲遥（ディアナ）4点※ブロック1位

Cブロック
- 青木いつ希（ショーンキャプチャー）3点※ブロック1位
- 笹村あやめ（2AW） 3点
- 関口翔（フリー） 3点
- 沙恵（柳ケ瀬プロレス） 3点

ルチャブロック
- 狐伯 4点 ※ブロック1位
- ダーク・シルエタ（CMLL） 2点
- 本間多恵（フリー）4点
- 杏ちゃむ（信州ガールズ）2点

|  | 準決勝     | 準決勝     | 準決勝   |          |      | 決勝 | 決勝 | 決勝 |  |
|  |            |            |          |          |      |      |      |      |  |
|  | 狐伯       | 狐伯       | 勝       |          |      |      |      |      |  |
|  | 狐伯       | 狐伯       | 勝       |          |      |      |      |      |  |
|  | 梅咲遥     | 梅咲遥     | 負       |          |      |      |      |      |  |
|  | 梅咲遥     | 梅咲遥     | 負       |          | 狐伯 | 狐伯 | 負   |      |  |
|  |            |            |          |          | 狐伯 | 狐伯 | 負   |      |  |
|  |            |            | 上谷沙弥 | 上谷沙弥 | 勝   |      |      |      |  |
|  | 青木いつ希 | 青木いつ希 | 上谷沙弥 | 上谷沙弥 | 勝   | 負   |      |      |  |
|  | 青木いつ希 | 青木いつ希 |          |          |      |      |      |      |  |
|  | 上谷沙弥   | 上谷沙弥   | 勝       |          |      |      |      |      |  |

### YOUNGブロック
ブロックA
- 炎華 4点 ※ブロック1位
- しゃあ（T-HEARTS）3点
- YUNA（センダイガールズ）3点
- ゆづき（hotシュシュ）2点

ブロックB
- 八神蘭奈（スターダム）5点※ブロック1位
- 香藤満月（ディアナ）1点
- Chi Chi（Evolution）5点
- リアラ（フリー）1点

### エリザベスブロック
全試合3way方式で行われ、直接の勝者に勝ち点1、直接の敗者は勝ち点マイナス1点となり、勝ち点がマイナス3点になった時点でブロック敗退となる。最終日の7月14日時点で一番点数が多い選手が優勝となり、エリザベス選手権に挑戦する権利と賞金50万円が贈られる。エリザベス選手権保持者が試合に加わった場合はタイトルマッチとなる。また、勝ち点には絡まないゲスト選手が参戦する場合がある。
参加選手
- シン・広田エリザベスさくら 0点 ※優勝決定戦進出
- 宮崎有妃 1点 ※優勝決定戦進出
- チェリー（フリー） -2点
- 米山香織（YMZ）  -2点
- Himiko（ディアナ）1点 ※優勝決定戦進出

### 各賞
- 優勝 上谷沙弥
- 準優勝 狐伯
- 3位 梅咲遥、青木いつ希
- YOUNGブロック優勝 炎華
- エリザベスブロック優勝 宮崎有妃
- 殊勲賞 八神蘭奈
- 技能賞 関口翔
- 敢闘賞 花園桃花
- ベストバウト賞　青木いつ希対関口翔（5月5日・後楽園ホール）
- ベストパフォーマンス賞　シン・広田さくら＆狐伯対宮崎有妃＆炎華（6月16日・Post di Amistad大会）

## 2025年大会
5月4日後楽園ホール大会で開幕。36選手を4名ずつ9ブロックに分け、7月13日夜の176BOX大会にて各ブロック１位による決勝三つ巴１回戦を３試合、7月21日後楽園ホール大会にて決勝三つ巴１回戦勝者３名による決勝三つ巴戦を行い、優勝者を決定した。なお、一部ブロックは複数選手が同点で並んだため、7月13日昼の176BOX大会で1位決定戦を３WAY戦で行った。

###### Mercuryブロック
- 葉月　8点　※ブロック1位
- 宮崎有妃　7点
- 羽多乃ナナミ　2点
- 網倉理奈　1点

###### Venusブロック
- 梅咲遥　5点　※ブロック1位
- 小林香萌　5点
- 夏すみれ　5点
- シン・広田さくら　3点

###### Earthブロック
- 狐伯　6点　※ブロック1位
- 香藤満月　5点
- 世羅りさ　4点
- 紫雷美央　3点

###### Marsブロック
- 花園桃花　6点　※ブロック1位
- 桜花由美　6点
- ウナギ・サヤカ　6点
- マコトユマ　0点

###### Jupiterブロック
- SAKI　9点　※ブロック1位
- 尾﨑妹加　6点
- 炎華　2点
- 真白優希　1点

###### Saturnブロック
- 八神蘭奈　6点　※ブロック1位
- 本間多恵　4点
- 鈴木ユラ　4点
- 高瀬みゆき　4点

###### Uranusブロック
- 青木いつ希　6点　※ブロック1位
- マリ卍　5点
- 関口翔　5点
- 鉄アキラ　2点

###### Neptuneブロック
- YuuRI　6点　※ブロック1位
- 咲蘭　5点
- 櫻井裕子　4点
- チェリー　3点

###### Plutoブロック
- 笹村あやめ　7点　※ブロック1位
- 小橋マリカ　6点
- 米山香織　5点
- 郷田明日香　0点

###### 決勝三つ巴１回戦組み合わせ[38]
- 八神蘭奈 vs 花園桃花 vs YuuRI
- 梅咲遥 vs 青木いつ希 vs SAKI
- 狐伯 vs 笹村あやめ vs 葉月

### 各賞[39]
- 優勝　狐伯
- ２位　梅咲遥、八神蘭奈
- 殊勲賞　香月満月
- 技能賞　葉月
- 敢闘賞　紫雷美央
- ベストバウト賞　世羅りさvs紫雷美央（5月14日・TOKYO SQUARE in Itabashi）、小林香萌vs梅咲遥（7月5日・POST DI AMISTAD）
- 特別賞　世羅りさ、夏すみれ、チェリー

## 主な記録
- 最多出場 - 10回 ： 大畠美咲 （2009年より引退前の2018年まで皆勤）
- 無敗優勝 - 志田光（2014年：2引分含む）
- 最多優勝 - 2回 ： 桜花由美（2009年・2015年）、山下りな（2017年・2018年）
- 最多決勝進出 - 4回 ： 大畠美咲（2011年・2013年・2014年・2017年）
- 最年少優勝 - 24歳3ヶ月 ： 狐伯（2025年）
- 最短キャリアでの優勝 - 3年7か月 ： 山下りな（2017年：デビューは2013年）